# Александер фон Папенхайм
Александер фон Папенхайм (на немски: Alexander von Pappenheim; * 1435; † 1511 в Грьоненбах) е имперски наследствен маршал на Папенхайм в Бавария, основател на линията Папенхайм-Грьоненбах.
Той е най-малкият син на Хайнрих XI фон Папенхайм († 1482 или 1484) и съпругата му Анна фон Абенсберг († сл. 1432), дъщеря на Йобст фон Абенсберг († 29 август 1428) и Агнес фон Шаунберг († сл. 10 август 1412)..
Александер фон Папенхайм е описван като „homo agrestis & rudis“, и „Freund des Waffenhandwerks“, обичащ военните сражения. През 1488 г. Александер фон Папенхайм влиза в Швабския съюз и отива същата година в Брюге, за да освободи там от затвора крал Максимилиан I. Понеже е признат като военен, при освобождението той е избран за ръководител на контингента на швабските градове. Александер и брат му Вилхелм фон Папенхайм разделят през 1494 г. цялата собственост на техния прародител Лудвиг фон Ротенщайн. Александер става така основател на линията Папенхайм-Грьоненбах. Той умее да се представя добре и на турнири и през 1484 г. е награден в турнира на баварските рицари в Инголщат. От 1489 г. той е най-вече в родината си и изпълнява своите задачи. Швабските племена, графовете и господарите го избират през 1507 г. за асесор на императорския камерен съд. Александер фон Папенхайм е погребан в манастирската църква Св. Филип и Якоб в Бад Грьоненбах, където се намира и неговият епитаф.

## Фамилия
Александер фон Папенхайм се жени за Барбара фон Алербах. Те имат пет деца:
- Фридрих фон Папенхайм, рицар на немския орден или Йоханитския орден
- Анна фон Папенхайм († 1555), омъжена за Рудолф фон Хюрнхайм († сл. 3 март 1561)
- Магдалена фон Папенхайм, монахиня в бенедиктския манастир в Урспринген
- Валпурга фон Папенхайм
- Хайнрих Буркхард фон Папенхайм († 24 февруари 1547), фогт на манастир Кемптен, женен за Анна фон Хюрнхайм († 5 май 1567)